# Turan (Stadt)
Turan (russisch Туран) ist eine Kleinstadt in der autonomen Republik Tuwa (Südsibirien, Russland) mit 4981 Einwohnern (Stand 14. Oktober 2010).

## Geografie
Die Stadt liegt in der Turan-Ujuk-Senke an der Südflanke des Westsajan, etwa 70 km nordwestlich der Republikhauptstadt Kysyl, am Fluss Turan, einem linken Nebenfluss des wiederum in den Großen Jenissei (Bi-Chem) mündenden Ujuk. In unmittelbarer Nachbarschaft liegt die wegen skytischen Kurgangräbern historisch bedeutsame Hochebene von Arschan. Das Klima ist hochkontinental.
Die Stadt Turan ist Verwaltungszentrum des Koschuun (Rajons) Pi-Chem.
Sie liegt an der Fernstraße M54 Krasnojarsk–Abakan–Kysyl–Ersin/ mongolische Grenze, dem früheren Us-Trakt, und hat einen kleinen Flughafen.

## Geschichte
Turan entstand 1885 als eine der ersten Gründungen russischer Umsiedler in diesem damals noch nicht zum Russischen Reich gehörenden Gebiet. Der Ortsname ist von einem turkischen Wort für Salztonebene, welche in der Umgebung lokal verbreitet sind, abgeleitet.
1945, nach Anschluss Tuwas an die Sowjetunion, erhielt der Ort Stadtrecht.

### Bevölkerungsentwicklung
| Jahr | Einwohner |
| ---- | --------- |
| 1959 | 5646      |
| 1970 | 4539      |
| 1979 | 5139      |
| 1989 | 5976      |
| 2002 | 5598      |
| 2010 | 4981      |

Anmerkung: Volkszählungsdaten

## Kultur und Sehenswürdigkeiten
Seit 1981 hat Turan ein hauptsächlich der russischen Besiedlung der Region gewidmetes kleines Heimatmuseum.
Im Landkreis/Rajon Turan beim Dorf Arschan ist ein Komplex skythischer Grabhügel aus dem 7. Jahrhundert v. Chr. erwähnenswert, das sogenannte Tuwinische Tal der Könige.
Seit 1914 gab es in Turan die russisch-orthodoxe Kirche des Hl. Innokenti von Irkutsk, die zur Sowjetzeit zerstört und in den 1990er Jahren wiederhergestellt wurde.

## Wirtschaft
Die Wirtschaft wird von kleinen Betrieben der Lebensmittel- und holzverarbeitenden Industrie geprägt. In der Umgebung herrscht Landwirtschaft mit Getreideanbau und Schafzucht vor.